# Langenleuba-Niederhain
Langenleuba-Niederhain es un municipio situado en el distrito de Altenburger Land, en el estado federado de Turingia (Alemania), a una altitud de 200 metros. Su población a finales de 2015 era de unos 1800 habitantes y su densidad poblacional, 45 hab/km².
Se conoce la existencia de la localidad desde 1290. Antes de la unificación de Turingia en 1918, pertenecía al ducado de Sajonia-Altemburgo.
No pertenece a ninguna mancomunidad (Verwaltungsgemeinschaft), ya que las funciones de mancomunidad las realiza el vecino municipio de Nobitz. El municipio incluye las pedanías de Beiern, Boderitz, Buscha, Lohma, Neuenmörbitz, Schömbach y Zschernichen.
Se encuentra junto a la frontera con el estado de Sajonia.